# سوفت بيديا
سوفت بيديا (بالإنجليزية: Softpedia)‏ هو موقع شهير يفهرس المعلومات ويمد بمعلومات أولية عن البرمجيات ومرات تنزيلها، يمدنا بأعداد تحميل البرامج المجانية والبرامج ذات المصادر الحرة (مفتوحة المصدر) وغير المجانية من علي الموقع، وهو للبرمجيات التي تعمل على معظم أنظمة التشغيل المشهورة في العالم مثل ويندوز ولينكس وماك، ويقدم الموقع عديد من الخدمات المجانية مثل الأخبارية، والترفهية وتحميل الألعاب.

## روابط خارجية
- الموقع الرسمي